# Ricardo Martins Peres
Ricardo Martins Peres ou Ricardo Peres (Almada, 3 de Abril de 1976) é um treinador e ex-guarda-redes português. Atualmente, treina a equipa coreana do Busan IPark na K League.

É licenciado em Educação Física e Desporto pela Universidade Lusófona de Humanidades e Tecnologias, em 2001, e com uma Pós-Graduação em Treino de Jovem Atleta – Especialização Futebol pela Faculdade de Motricidade Humana da Universidade de Lisboa, concluída em 2003. Tem a licença de treinador UEFA Pro desde 2013.

## Carreira como técnico
Ricardo Peres iniciou a carreira como treinador de guarda-redes de Sub-19 do Sporting Clube de Portugal em 2004, na equipa técnica de Paulo Bento, que passou a treinar a equipa principal do Sporting em 2005. Continuou como treinador de guarda-redes na Seleção Portuguesa de Futebol, na equipa técnica de Paulo Bento. Passou a treinador-adjunto de Paulo Bento no Cruzeiro Esporte Clube e no Olympiacos.
Depois de Paulo Bento sair do Olympiacos, Ricardo Peres permaneceu na Grécia e tornou-se diretor técnico da Academia do Olympiacos e treinador principal da equipa de Sub-19 do clube. No final de 2019, regressou a Portugal e assumiu o comando técnico do Casa Pia Atlético Clube até ao final da época 2019/2020. Em novembro de 2020 passou a treinador do clube coreano Busan IPark, na K League.
1. ↑  http://globoesporte.globo.com/futebol/times/cruzeiro/noticia/2016/06/vaidoso-e-estudioso-o-estilo-de-peres-braco-direito-do-tecnico-paulo-bento.html
2. ↑  http://globoesporte.globo.com/futebol/times/cruzeiro/noticia/2016/05/sem-paulo-bento-ricardo-peres-sera-o-tecnico-interino-do-cruzeiro-na-quarta.html
3. ↑  «Vítor Silvestre é o novo treinador de guarda-redes do Olympiacos». https://www.mundodosguardaredes.pt/. 12 de agosto de 2016
4. ↑  Emmanouil Smpokos, Antonios Tsikakis, Ricardo Peres, Vangelis Lappas, Pedro Caravela,  Paulo Oliveira, Manolis Linardakis  and the Olympiacos FC Academy Research Group (1 de agosto de 2019). «Physical performance of youth football (soccer) players playing in European and National Leagues' matches». The Sport Journal
5. ↑  «Ricardo Peres é o novo treinador do Casa Pia». O Jogo. 20 de dezembro de 2019
6. ↑  «Ricardo Peres apresentado como novo treinador: «Vamos tirar o Casa Pia desta situação difícil»». Record. 20 de dezembro de 2019
7. ↑  Song Oh (14 de dezembro de 2020). «Alguma vez ouviram falar de Sonaldo, um dos melhores jogadores mundiais de futebol da Coreia do Sul?». Diário de Notícias